# Godsway Donyoh
Godsway Donyoh (Accra, 14 oktober 1994) is een Ghanees voetballer die doorgaans speelt als spits. In juli 2025 verliet hij Hapoel Hadera.

## Clubcarrière
Donyoh speelde bij de Right to Dream Academy en werd in 2011 naar Engeland gehaald door Manchester City. In januari 2013 werd hij op huurbasis gestald bij Djurgårdens IF. Een jaar later werd Falkenbergs FF zijn nieuwe werkgever, opnieuw op tijdelijke basis. In dit geval ging het wel om een periode van twee seizoenen. Na deze twee seizoenen verliet de Ghanees Manchester City definitief, toen hij overgenomen werd door FC Nordsjælland. Zijn debuut voor de Deense club maakte de spits op 20 maart 2016, toen door doelpunten van Emre Mor en Tobias Mikkelsen met 2–0 gewonnen werd van FC Kopenhagen. Donyoh begon op de reservebank maar van coach Kasper Hjulmand mocht hij twee minuten voor tijd invallen voor Emiliano Marcondes. Hij scoorde voor het eerst in de Superligaen op 19 augustus 2016. In eigen huis maakte hij in de vierenzestigste minuut de beslissende 1–1 tegen Randers FC. In januari 2020 werd Donyoh voor een halfjaar gehuurd door Dynamo Dresden. Hij speelde zeven duels in de 2. Bundesliga en in plaats van een terugkeer naar Denemarken werd Donyoh overgenomen door Maccabi Haifa. De Ghanees werd in zijn eerste seizoen landskampioen met Maccabi en herhaalde dat een jaar later. Medio 2022 nam Neftçi Bakoe hem transfervrij over met een contract voor twee jaar. Een halfjaar later verkaste Donyoh naar Apollon Limasol. Donyoh keerde in februari 2024 op huurbasis terug in Israël, bij Hapoel Hadera. Na deze verhuurperiode nam Hapoel Hadera hem definitief over.

## Clubstatistieken
| Seizoen | Club             | Competitie     | Competitie | Competitie | Beker | Beker | Internationaal | Internationaal | Totaal | Totaal |
| Seizoen | Club             | Competitie     | Wed.       | Dlp.       | Wed.  | Dlp.  | Wed.           | Dlp.           | Wed.   | Dlp.   |
| ------- | ---------------- | -------------- | ---------- | ---------- | ----- | ----- | -------------- | -------------- | ------ | ------ |
| 2012/13 | Manchester City  | Premier League | 0          | 0          | 0     | 0     | 0              | 0              | 0      | 0      |
| 2013    | → Djurgårdens IF | Allsvenskan    | 20         | 2          | 3     | 0     | —              | —              | 23     | 2      |
| 2014    | → Falkenbergs FF | Allsvenskan    | 16         | 4          | 0     | 0     | —              | —              | 16     | 4      |
| 2015    | → Falkenbergs FF | Allsvenskan    | 13         | 2          | 2     | 0     | —              | —              | 15     | 2      |
| 2015/16 | FC Nordsjælland  | Superligaen    | 4          | 0          | 0     | 0     | —              | —              | 4      | 0      |
| 2016/17 | FC Nordsjælland  | Superligaen    | 26         | 9          | 2     | 1     | —              | —              | 28     | 10     |
| 2017/18 | FC Nordsjælland  | Superligaen    | 12         | 6          | 0     | 0     | —              | —              | 12     | 6      |
| 2018/19 | FC Nordsjælland  | Superligaen    | 28         | 10         | 1     | 0     | 3              | 1              | 32     | 11     |
| 2019/20 | FC Nordsjælland  | Superligaen    | 6          | 1          | 0     | 0     | —              | —              | 6      | 1      |
| 2019/20 | → Dynamo Dresden | 2. Bundesliga  | 7          | 0          | 0     | 0     | —              | —              | 7      | 0      |
| 2020/21 | Maccabi Haifa    | Ligat Ha'Al    | 28         | 8          | 3     | 1     | 1              | 0              | 32     | 9      |
| 2021/22 | Maccabi Haifa    | Ligat Ha'Al    | 26         | 5          | 5     | 0     | 10             | 1              | 41     | 6      |
| 2022/23 | Neftçi Bakoe     | Premyer Liqası | 15         | 4          | 2     | 0     | 4              | 1              | 21     | 5      |
| 2022/23 | Apollon Limasol  | A Divizion     | 13         | 3          | 0     | 0     | —              | —              | 13     | 3      |
| 2023/24 | Apollon Limasol  | A Divizion     | 0          | 0          | 0     | 0     | —              | —              | 0      | 0      |
| 2023/24 | → Hapoel Hadera  | Ligat Ha'Al    | 12         | 3          | 0     | 0     | —              | —              | 12     | 3      |
| 2024/25 | Hapoel Hadera    | Ligat Ha'Al    | 24         | 3          | 0     | 0     | —              | —              | 24     | 3      |
| Totaal  | Totaal           | Totaal         | 250        | 60         | 16    | 1     | 20             | 3              | 286    | 64     |

Bijgewerkt op 19 augustus 2025.

## Erelijst
| Ligat Ha'Al | 1 | 2020/21, 2021/22 |
| Toto Cup    | 1 | 2021/22          |
| Supercup    | 1 | 2021             |